# Dieselmotor 12N360

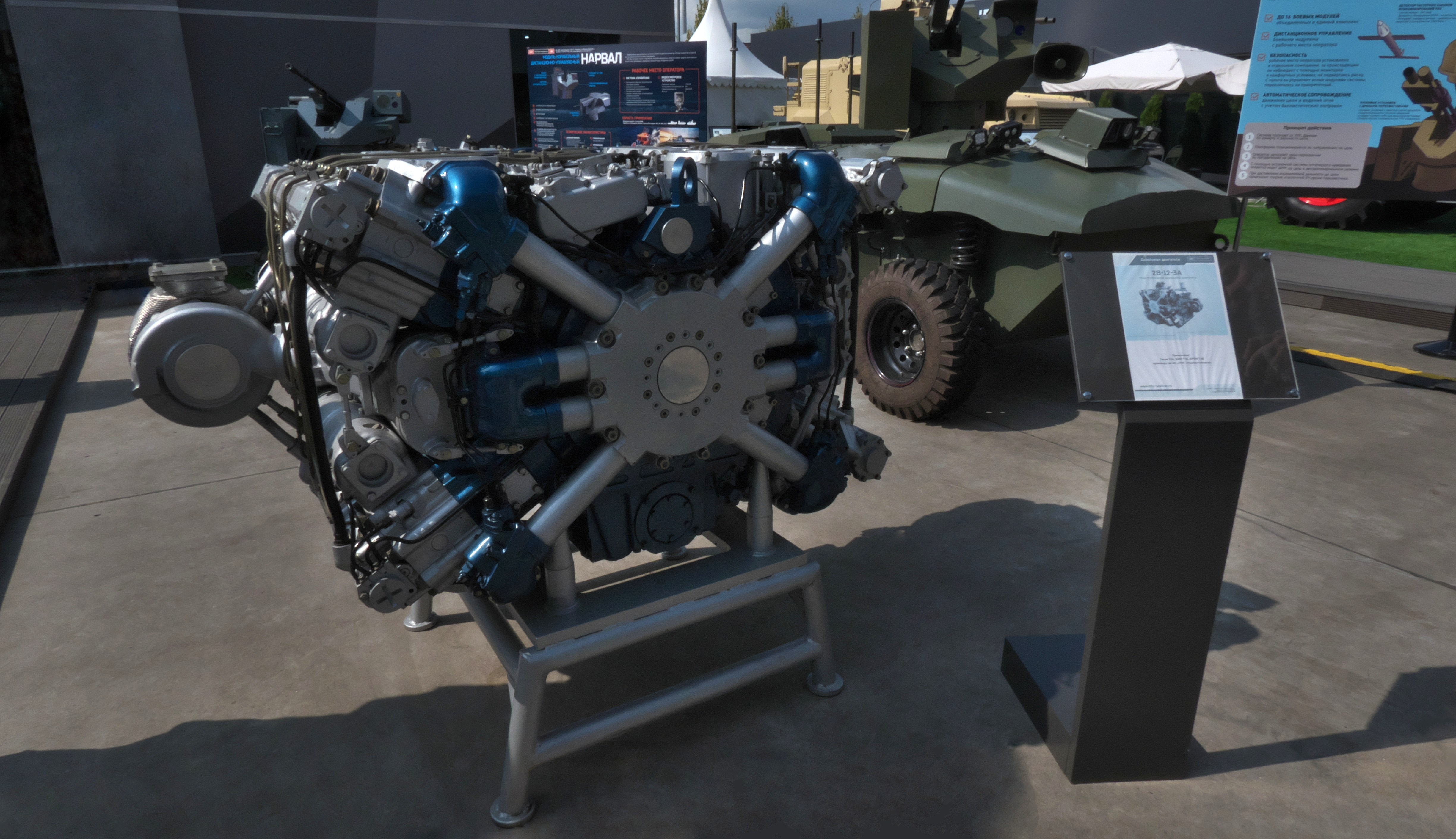
2W-12-3A-Motor, 2023

Der Dieselmotor 12N360 (russisch 12Н360; andere Bezeichnungen: A-85-3A oder 2W-12-3A) ist ein russischer Viertakt-Dieselmotor des Tscheljabinsker Motorenwerkes. Der wassergekühlte Zwölfzylinder-X-Motor mit Direkteinspritzung wurde als Antrieb der universellen Plattform Armata entwickelt, auf der unter anderem der T-14 basiert.

## Geschichte
Die Entwicklung des 12N360 begann bereits in den 1970er-Jahren. 1977 lief ein erster Prototyp mit einer Leistung von 1200 PS und der Bezeichnung 12TSchN. Seitens der sowjetischen Führung wurde zu der Zeit die Gasturbine und der Zweitakt-Gegenkolbenmotor 5TDF als Panzerantrieb favorisiert, und keine Mittel für die Weiterentwicklung des 12TSchN bereitgestellt. Auch zeigte die spätere Entwicklung der W-2-Baureihe hin zum W-93 mit 1120 PS, dass dieser V12-Motor, dessen Ursprünge noch in den späten 1930er-Jahren lagen, durchaus noch Potential hatte.

## Konstruktion
Der 12N360 ist ein turboaufgeladener, liegender X-Motor mit 12 Zylindern. Durch die X-Bauweise ist er wesentlich kompakter als sein Vorgänger W-93 (Tscheljabinsk) und ähnlich kompakt wie die Zweitakt-Gegenkolbenmotoren 5TDF und 6TDF (Malyschew-Werk in Charkow).

## Technische Daten
| Zylinderzahl                     | 12                  |
| Hubraum                          | 34,6 l              |
| Max. Drehmoment                  | 3840 Nm             |
| Länge                            | 813 mm              |
| Breite                           | 1300 mm             |
| Höhe                             | 820 mm              |
| Masse                            | 1550 kg             |
| Nennleistung                     | 1.500 PS (1.103 kW) |
| Nenndrehzahl                     | 2000 min−1          |
| Spezifischer Kraftstoffverbrauch | 217,9 g / kWh       |